# Deven Sharma
Deven Sharma (* 1956 in Dhanbad, Jharkhand, Indien) ist ein US-amerikanisch-indischer Manager und Autor.

## Leben
Sharma studierte Wirtschaftswissenschaften am Dhanbad Birla Institute of Technology, an der University of Wisconsin–Milwaukee und an der 
Ohio State University.
Im August 2007 wurde er Präsident des US-amerikanischen Ratingunternehmens Standard & Poor’s. Am 23. August 2011 ist er von seinem Posten zurückgetreten. Douglas Peterson tritt Sharmas Nachfolge voraussichtlich Mitte September an.
Sharma lebt in New York City.

## Werke (Auswahl)
- The Truth About Customer Solutions
- Customer Solutions-Pilots to Profits
- Connecting the Demand Chain